# Paul Keller (alpiniste)
Pour les articles homonymes, voir Paul Keller.
Pas d'image ? Cliquez ici
Paul Keller, né le 24 mai 1926 à Lambaréné en Afrique-Équatoriale française (aujourd'hui au Gabon) et mort le 21 janvier 2015 à La Tronche (Isère), est un alpiniste, guide de haute montagne, pasteur et théologien français.

## Biographie
Paul Keller est né le 24 mai 1926 à Lambaréné au Gabon, où son père Jean Keller était pasteur et missionnaire. Il est l’aîné de six frères et sœurs. Très tôt il passe ses vacances aux Contamines-Montjoie où ses grands-parents ont un chalet. Il accompagne alors un oncle (Pierre Keller de Marseille) ainsi que Samivel dans des courses en montagne. À l'âge de 17 ans, pendant la Seconde Guerre mondiale, Paul Keller s'engage dans le soutien de familles juives ,.
Après des études de lettres et de philosophie à la Sorbonne, Paul Keller entreprend une formation théologique à l’Université de Strasbourg. Il y suit également l’enseignement du philosophe Paul Ricœur. Pasteur de l’Église réformée de France dans le Briançonnais de 1951 à 1962, puis à Grenoble de 1962 à 1973, il est professeur à la faculté de théologie protestante de Montpellier de 1973 jusqu’à sa retraite en 1990. Parallèlement à sa vie de pasteur et de théologien, il mène une vie d'alpiniste de haut niveau.
Après avoir obtenu le diplôme de guide de haute montagne en 1954, Paul Keller devient président de la Compagnie des guides de l’Oisans en 1957 et ses ascensions dans le massif des Écrins lui valent d'être retenu pour participer à des expéditions françaises en Himalaya. En 1956, il participe à l’expédition au Karakoram conduite par Guido Magnone qui mènera les quatre alpinistes au sommet de la Tour de Mustagh (7 284 m) par l'arête Sud-Est seulement cinq jours après que le sommet fut atteint pour la première fois par une expédition britannique empruntant le versant Ouest. La façon dont est menée cette ascension annonce le style alpin qui se pratiquera en Himalaya quarante ans plus tard. Six ans après la Tour Muztagh, Paul Keller participe à une nouvelle expédition himalayenne conduite par Lionel Terray qui lui permet de faire la première ascension du Jannu (7 773 mètres) en compagnie de Robert Paragot, René Desmaison et du sherpa Gyalzen Mitchu.
Paul Keller devient en 1967 « contrôleur de la profession de guide » à l'École nationale de ski et d'alpinisme et est président du Syndicat national des guides de montagne de 1976 à 1979. Des années 1990 jusqu'en 2013, Paul Keller est membre de l’Observatoire des pratiques de la montagne et de l’alpinisme (OPMA) dont il sera secrétaire. Il a aussi été membre du conseil d’administration du parc national des Écrins et Conseil supérieur des sports de montagne.
Paul Keller a également mené de nombreuses activités de militant à Grenoble, en particulier dans les associations « Interpeller la presse » (dont il est l'un des fondateurs en 1972 puis président de 1985 à 1990), « Un toit pour tous » (président pendant quatre ans) et « Grenoble Objectif 95 » qui contribua au départ d'Alain Carignon de la mairie.
Avec son épouse Simone, Paul Keller est père de trois fils. Il meurt le 21 janvier 2015 à l'âge de 88 ans.

## Principales ascensions
- Arête Sud de la pointe Brevoort à la Grande Ruine (massif des Écrins)[3]
- Face Nord de l’Ailefroide orientale (massif des Écrins)[3]
- Face Sud du Petit Pelvoux (massif des Écrins)[3]
- 1956 ouverture de l'arête Sud-Est de la Tour de Mustagh (7 284 m, Karakoram)[3]
- 1962 première ascension du Jannu (7 773 mètres, Népal)[3]

## Œuvre
Paul Keller est l’auteur de La montagne oubliée (Guérin, 2005).